# Francisco Noroña
Pour les articles homonymes, voir Norona.
Père Francisco Noronha (nommé aussi Francisco Noroña) (et souvent incorrectement cité comme Fernando do Noronha) est né en 1748 à Séville en Espagne et décédé le 12 janvier 1788 à l'ile Maurice. C'était un physicien et botaniste espagnol qui résida quelque temps aux Philippines à Manille dans l'ile de Luçon, il travailla intensément à l’organisation du Royal Botanic Garden en l’approvisionnant avec des plantes importantes. Trois ensembles de ses dessins à l'aquarelle de plantes de Java et un groupe de 108 dessins numérotés existent toujours. Williams (2003) le décrit comme "un médecin espagnol et un botaniste qui avait visité Madagascar", tandis que Zuidevaart et Van Gent (2004) l'appellent "un botaniste de Manille efficace et qualifié " qui en 1786 avait repris de la supervision du musée de la Société Batave d'Arts et de Sciences à Java (Batavian Society of Arts and Sciences).

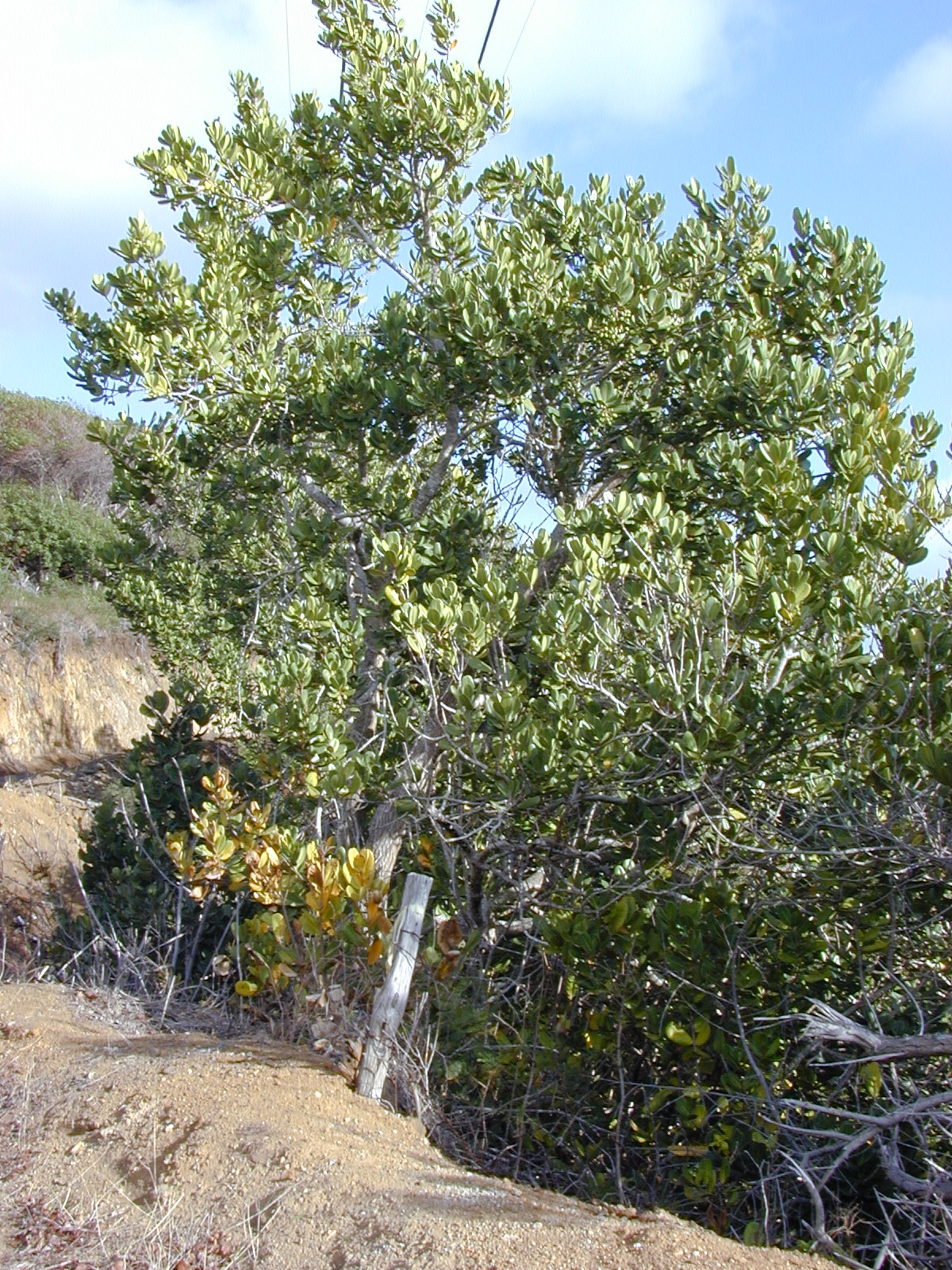
Noronhia emarginata Olivier de Madagascar

Il est honoré dans le genre Noronhia de la famille des Oleracées avec plusieurs espèces de plantes incluant Noronhia emarginata (Noronhie émarginée ou Olivier de Madagascar) par les botanistes hollandais Carl Ludwig Blume et Caspar Georg Carl Reinwardt